# حوروش خلیلی
حوروَش خلیلی (زادهٔ ۲۱ آذر ۱۳۳۶ در شیراز) خوانندهٔ موسیقی ایرانی است.

## زندگی و فعالیت هنری
حوروش خلیلی در ۲۱ آذر سال ۱۳۳۶ در شیراز زاده شد. پدرش اهل هنر و نوازندهٔ «نی» بود، شاید به همین دلیل او و خواهر و برادرش از کودکی به هنر گرایش پیدا کردند.
وی دارای مدرک کارشناسی تربیت بدنی علوم ورزشی است و زمانی قهرمان ژیمناستیک بوده‌است.
او از سال ۱۳۶۵ آموختن آواز را آغاز کرد.
از جمله استادان وی در زمینهٔ شعر و موسیقی می‌توان به افراد زیر اشاره نمود:

«فریدون مشیری» (درک شعر و معانی حافظ)، «اسماعیل صارمی» (اشعار سعدی)، «نصرالله ناصح پور» (ردیف آوازی عبدالله دوامی)، «مهدی فلاح» و «معصومه مهرعلی» (ردیف نورعلی برومند و شیوه محمدرضا شجریان)، «حسین عمومی» (مکتب اصفهان و تلفیق شعر و موسیقی)، «مهدی کمالیان» (آثار روح‌انگیز).

حوروش خلیلی هم مانند سایر خوانندگان زن پس از انقلاب ایران تا دههٔ ۷۰ فعالیت رسمی نداشت اما از زمان ریاست جمهوری محمد خاتمی، که آواز خواندن زنان در جمع‌های زنانه و بدون حضور مردان، مجاز و پس از چند سالی همخوانی زنان آزاد شد، کنسرت‌ها و اجراهای زیادی داشته‌است. «حوروش خلیلی» همراه با «شورانگیز ظهیرالدینی»، برای نخستین‌بار در ارکستر ملی ایران به رهبری فرهاد فخرالدینی همخوانی کردند. بیشترین فعالیت او در زمینهٔ اجرا و تدریس آواز و ترانه‌های محلی می‌باشد.
همسر حوروش خلیلی، «رحیم حسن نائینی» از ورزشکاران سرشناس در رشتهٔ ژیمناستیک و دختر او «سارا نائینی» از خوانندگان «موسیقی پاپ» و «جاز» می‌باشند.
حوروش خلیلی همچنین نخستین زنی است که پس از انقلاب سال ۱۳۵۷ آلبومی با صدای او منتشر شد و گروهی به عنوان هم‌خوان در کنارش حضور داشتند.

## آثار
برخی از آثار حوروش خلیلی در جایگاه خواننده عبارتند از:
- آلبوم موسیقی «نوای قریه» با تنظیم «ملیحه سعیدی»[۵]
- آلبوم موسیقی «آهوی وحشی» اثر «ملیحه سعیدی»
- آلبوم موسیقی «آوای روستا» اثر «ملیحه سعیدی»
- آلبوم موسیقی «رونا» به آهنگسازی «مجید واصفی»[۶]
- همخوانی در آلبوم موسیقی «حال آشفته» با صدای «ایرج بسطامی»[۷]
- همخوانی در آلبوم موسیقی «اشک‌های کویر» با آهنگسازی «حسین پرنیان» و آواز «رضا رضایی پایور»[۸]
- تشکیل، سرپرستی و خوانندگی «گروه موسیقی بانوان حور»[۹]
- همکاری و اجرا با گروه موسیقی «ماه بانو» به سرپرستی «مجید درخشانی»[۱۰]
- همکاری و اجرا با گروه موسیقی «آوای زمین» به سرپرستی «وحید آیریان»[۱۱]
- همکاری و اجرا با گروه موسیقی «نیریز» به سرپرستی «ملیحه سعیدی»[۱۲]
- همکاری و اجرا با گروه موسیقی «روحتاف» به سرپرستی «آرش شهریاری»[۱۳]
- همکاری و اجرا با «ارکستر ملی ایران» به رهبری «فرهاد فخرالدینی»[۲]